# Seututie 139
Pour les articles homonymes, voir Route 139.
La route régionale 139 (finnois : Seututie 139) est une route régionale allant de Hyrylä à Tuusula jusqu'à Nurmijärvi en Finlande,,.

## Présentation
La seututie 139 est une route régionale d'Uusimaa.
Il y a de nombreuses collines escarpées le long de la route.